# Linia kolejowa nr 421
Linia kolejowa nr 421 – jednotorowa, niezelektryfikowana linia kolejowa znaczenia miejscowego łącząca Smardzko ze Świdwinem.
Linia zbudowana i użytkowana przez KPEV, oddana do eksploatacji w drugiej połowie lat 90. wieku XIX.
Pierwotnie linia rozpoczynała się na stacji Połczyn Zdrój i miała długość 24,911 km.
Otwarcie ruchu następowało sukcesywnie, w miarę oddawania kolejnych odcinków linii:
- Świdwin – Smardzko: 16.11.1896
- Smardzko – Redło: 22.12.1896
- Redło – Stare Ludzicko: 17.03.1897
- Stare Ludzicko – Połczyn Zdrój: 01.04.1897